# Sports (álbum)
Sports es el tercer álbum del grupo norteamericano de música rock Huey Lewis and the News, que se lanzó en 1983. Este es el disco que les hizo famosos, llegó al número 1 del Billboard 200 el 30 de junio de 1984 y fue certificado siete veces platino por la RIAA.
Sports fue el segundo álbum más vendido de 1984 después de Thriller de Michael Jackson y puso cuatro canciones en el top 10 de la lista Billboard Hot 100 y una quinta que alcanzó el top 20.
Su mayor éxito, la canción "I Want a New Drug", fue certificada oro por ventas de un millón de copias y también fue el objeto de una disputa judicial con Ray Parker Jr. quien fue acusado de plagio para su canción de la película "Ghostbusters". El caso se resolvió fuera de la corte por una suma que no se hizo pública.

## Lista de canciones
1. "The Heart of Rock & Roll" (Colla, Lewis) – 5:03
2. "Heart and Soul" (Mike Chapman, Nicky Chinn) – 4:13
3. "Bad Is Bad" (Call, Ciambotti, Hopper, Lewis, McFee, Schriener) – 3:48
4. "I Want a New Drug" (Hayes, Lewis) – 4:46
5. "Walking on a Thin Line" (Pessis, Wells) – 5:11
6. "Finally Found a Home" (Brown, Hayes, Lewis) – 3:43
7. "If This Is It" (Colla, Lewis) – 3:54
8. "You Crack Me Up" (Cipollina, Lewis) – 3:42
9. "Honky Tonk Blues" (Hank Williams) – 3:26

## Producción
- Productores: Huey Lewis and The News
- Ingenieros: Jim Gaines, Jeffrey Norman, Jesse Osborne
- Mezcla: Larry Alexander, Bob Clearmountain
- Masterización: Ted Jensen
- Remasterización: Bob Norberg
- Compilación: Kevin Flaherty
- Dirección artística: Sam Gay, Lisa Glines
- Diseño gráfico: Bunny Zaruba
- Diseño: Bunny Zaruba

## Posicionamiento
Álbum - Billboard (Estados Unidos)
| Año  | Listado       | Posición |
| ---- | ------------- | -------- |
| 1984 | Billboard 200 | 1        |

Sencillos - Billboard (Estados Unidos)
| Año  | Sencillo                   | Listado                | Posición |
| ---- | -------------------------- | ---------------------- | -------- |
| 1983 | "Heart and Soul"           | Mainstream Rock Tracks | 1        |
| 1983 | "Heart and Soul"           | The Billboard Hot 100  | 8        |
| 1983 | "I Want a New Drug"        | Mainstream Rock Tracks | 7        |
| 1984 | "I Want a New Drug"        | The Billboard Hot 100  | 6        |
| 1984 | "The Heart of Rock & Roll" | The Billboard Hot 100  | 6        |
| 1984 | "If This Is It"            | Adulto Contemporáneo   | 5        |
| 1984 | "If This Is It"            | Mainstream Rock Tracks | 19       |
| 1984 | "If This Is It"            | The Billboard Hot 100  | 6        |
| 1984 | "Walking on a Thin Line"   | Mainstream Rock Tracks | 16       |
| 1984 | "Walking on a Thin Line"   | The Billboard Hot 100  | 18       |

## Sportsen la cultura popular
- El álbum aparece en el episodio "The Luck of the Fryish" de la serie animada Futurama, en donde se hace notar que no ha resistido la prueba del paso del tiempo junto a otros elementos del baúl de Fry.
- Este álbum es criticado por el protagonista de la novela American Psycho, de Bret Easton Ellis.
- En la película Regreso al futuro se ve un póster con la portada del álbum en la habitación de Marty McFly.

- Datos: Q245685